# Venezillo oaxacanus
Venezillo oaxacanus är en kräftdjursart som först beskrevs av Van Name 1936.  Venezillo oaxacanus ingår i släktet Venezillo och familjen Armadillidae. Inga underarter finns listade i Catalogue of Life.